# Dave Annable
Dave Annable, właśc. David Rodman Annable (ur. 15 września 1979 w Suffern w stanie Nowy Jork) – amerykański aktor telewizyjny i filmowy.

## Życiorys

### Wczesne lata
Wychował się w Walden, małym miasteczku w stanie Nowy Jork, gdzie grał w baseball, rugby i hokeja. Stał się zapalonym fanem sportu. Dorastał z dwiema siostrami: Rebeccą i przyrodnią Stacey. Swoje aktorskie umiejętności rozwijał w trakcie nauki w Neighborhood Playhouse w Nowym Jorku.

### Kariera
Po studiach, po raz pierwszy przed kamerą pojawił się w 2002 roku, w epizodycznej roli w serialu NBC Brygada ratunkowa (Third Watch). W 2005 roku wcielił się w postać Aarona Lewisa w serialu Reunion, jednakże został obsadzony tylko na krótki czas. Przedtem grał gościnnie w m.in. w serialu Other People’s Money. Występował także w kilku amerykańskich reklamach, m.in. „Mountain Dew” i „Starburst”. Przełom w jego karierze nastąpił w 2006 roku, gdy powierzono mu rolę Justina, najmłodszego członka rodziny Walkerów, w serialu ABC Bracia i siostry (Brothers & Sisters).
W 2007 roku zajął siódme miejsce w rankingu magazynu People na najseksowniejszego mężczyznę.
10 października 2010 ożenił się z aktorką Odette Juliette Yustman. Mają córkę Charlie Mae (ur. 7 września 2015).

## Filmografia

### Filmy fabularne
- 2004: Czarna książeczka (Little Black Book) jako Bean
- 2011: Ilu miałaś facetów? (What's Your Number?) jako Jake Adams
- 2011: Nie można pocałować panny młodej (You May Not Kiss the Bride) jako Bryan Lighthouse

### Filmy TV
- 2003: Inny ludzki interes (Other People’s Business)
- 2004: Urzeczona (Spellbound) jako Griffin
- 2007: Bracia i siostry (Brothers & Sisters: Family Album) jako Justin Walker

### Seriale TV
- 2002: Brygada ratunkowa (Third Watch) jako Doug Maple Jr.
- 2005-2006: Pojednanie (Reunion) jako Aaron Lewis
- 2006-2011: Bracia i siostry (Brothers & Sisters) jako Justin Walker
- 2012-2013: 666 Park Avenue jako Henry Martin
- 2013: Ben i Kate (Ben and Kate) jako profesor Greg
- 2014-2015: Bractwo czerwonej opaski (Red Band Society) jako dr Adam McAndrew
- 2016: Heartbeat jako Pierson „Pierce” Harris